# Volkstumspolitik
Volkstumspolitik ist eine rein deutsche Begriffsprägung, die nach dem Ersten Weltkrieg und den im Versailler Vertrag verfügten Gebietsabtretungen unter dem politischen Schlagwort Heim ins Reich zur Entfaltung kam. Ihre praktische Ausgestaltung erfuhr sie im NS-Staat zunächst mit dem Anschluss des Saargebiets 1935, dem Anschluss Österreichs als „Unternehmen Otto“, der Eingliederung des Sudetenlandes 1938, und dann im Zweiten Weltkrieg mit dem Überfall auf Polen und dem „Russlandfeldzug“ als „Unternehmen Barbarossa“ parallel neben Himmlers „Programm Heinrich“.
Volkstumspolitik beinhaltete im „Großdeutschen Reich“ die außenpolitische, rassistisch-imperialistische Verlängerung der Nürnberger Gesetze vom „Reichsparteitag der Freiheit“ am 15. September 1935, die als sogenanntes Blutschutzgesetz die „Reinheit des deutschen Blutes“ und das „artverwandte Blut“ zunächst vor der „Vermischung“ mit „Juden“, „Negern“ und „Zigeunern“ bewahren sollten, bis mit der geplanten Ausweitung des Lebensraums im Osten beziehungsweise des „germanischen“ Volkstums bis zum Ural als „Schutz vor den Fremdvölkischen“ deren „Umvolkung“ über graduelle Einbürgerung bis zur Endstufe der „Reichsbürgerschaft“ oder Bekämpfung bis zur Vernichtung hinzukamen. Sie ist also zentraler Herrschaftsbegriff des Nationalsozialismus.

## Hintergrund

### Der Begriff „Volkstum“
Volkstum ist ein von Friedrich Ludwig Jahn in die deutsche Nationaldiskussion eingeführter Begriff und zwar bereits im Titel seines 1810 zum ersten Mal erschienenen Buches Deutsches Volksthum. Direkter Auslöser des Buches ist die mit Napoleon erfolgende Besetzung der deutschen Kleinstaaten, die in den „Befreiungskriegen“ von 1813 bis 1815 zu einer ersten nationalen Aufbruchstimmung führte.
Jahn stellt das Wort in die Reihung: „Volk“ → „Volksthum“ → „volksthümlich“ → „Volksthümlichkeit“. Es steht gleichberechtigt neben „Deutschheit“ (vgl. Deutschtum) und richtet sich gegen alle, vor allem durch Frankreich geprägte „Ausländerei“. Alle aus „national“ abgeleiteten Bildungen gelten ihm als „aufgezogene Missgeburten“. Seine ausführlicheren Definitionen von „Volksthum“ sind:
„Es ist das Gemeinsame des Volks, sein innewohnendes Wesen, sein Regen und Leben, seine Wiederzeugungskraft, seine Fortpflanzungsfähigkeit.“
„Nichts ist ein Staat ohne ein Volk, ein seelenloses Kunstwerk; nichts ist ein Volk ohne Staat, ein leibloser luftiger Schemen, wie die weltflüchtigen Zigeuner und Juden. Staat und Volk in Eins ergeben erst ein Reich, und dessen Erhaltungsgewalt bleibt das Volksthum.“
Dieser von Jahn initiierte Volkstumsdiskurs zielt auf eine deutsche Reichsgründung (deren Verwirklichung erfolgte aber erst 1871). Er führt bei der Identitätsbildung künftiger deutscher Nationalstaatsbürger zu einem inflationären Gebrauch des Adjektivs „teutsch“/„deutsch“, das allen Selbstverständlichkeiten des Lebens vorangestellt werden kann, bis sogar die Natur mit Wald, Baum (beispielsweise Eiche), Wiese, Berg, Tal, Fluss (beispielsweise Rhein) und See eine „deutsche“ wird.
Wie der Panslawismus zur späten osteuropäischen Nationalstaatsdiskussion gehört, so gehört der alldeutsche Nationalismus zu ihrem westlichen Anlieger, der es hinwiederum in der Überwindung deutscher ‚Kleinstaaterei‘ den bereits nationalstaatlich verfassten Westeuropäern gleichtun mochte.

### „Volkstum“ und „Lebensraum“
Diente der Begriff „Volkstum“ zur Herausbildung einer nationalsprachlich eingegrenzten Identität, die sprachwissenschaftlich ins frühe Mittelalter zurückverfolgt wurde, so machte es sich gegen Ende des 19. Jahrhunderts die von Gustaf Kossinna vertretene Siedlungsarchäologie zur Aufgabe, materielle Nachweise für das Herkunftsgebiet eines Volkes zu erbringen. Dieser Archäologie lag daran, die Migrationsrouten frühmittelalterlicher Völker nachzuziehen, die ihre Herkunftsländer verlassen hatten und in die römische Welt einwanderten. Für den Alldeutschen Verband und den Deutschen Ostmarkenverein hieß das, dass sie auf die Herkunftsgegenden der Ost-Germanen (Burgunder, Goten, Lugier, Rugier, Wandalen) nationale Gebietsansprüche bis zum Bug gegenüber den slawischen Völkern geltend machten. Denn „weit über die heutige deutsche Ostgrenze hinaus (…) bis tief nach russisch Polen hinein“ förderten die Archäologen „echt germanisches Gepräge“ zu Tage. Unter diesem Blickwinkel konnte die mittelalterliche Ostsiedlung einschließlich der Ostexpansion der deutschen Ordensritter als „Rückkehr“ in die „Urheimat“ gedeutet werden. Annähernd zeitgleich entwickelte Friedrich Ratzel seine Vorstellungen von „geopolitischen Lebensräumen“, so dass der imperialistischen Idee vom „Lebensraum im Osten“, der in künftiger „Grenzkolonisation“ zur Herausbildung eines bereits von Friedrich List erträumten und von Paul de Lagarde folgenreich propagierten „Großgermanischen Reichs“ zu re-„germanisieren“ gewesen wäre, volkstumspolitisch der Boden bereitet war. Für die Wahrnehmung der Slawen hatte sich daraus die Bedrohlichkeit des Schlagwortes vom „deutschen Drang nach Osten“ ergeben.

### Weimarer Republik
Mit den neuen Grenzziehungen nach dem Friedensvertrag von Versailles vor allem im Osten, der so festgeschriebenen Schrumpfung des Reichsgebiets und der Auflösung Österreich-Ungarns lebten 10 Millionen sich zu den Deutschen zählende Menschen außerhalb der Reichsgrenzen. Noch frei vom „Rasse“-Prinzip nahm sich der konservativ-nationalistische, zum Teil volksverhetzende „Verein für das Deutschtum im Ausland“ (VDA) aller außerhalb der Reichsgrenzen lebenden Deutschen und ihrer landsmannschaftlichen Interessen an. Im Kreis der reaktionären deutschvölkischen Bewegung mit finanzieller Unterstützung des Auswärtigen Amtes setzte sich der VDA für die Revisionsbemühungen der 1920er Jahre und mit allen Mitteln für den Kampf um den Erhalt des „Auslandsdeutschentums“ ein. Beispielsweise zeigte er 1932 in Königsberg in einer von Hans Rothfels übernommenen Ortsgruppe volkspolitisches Engagement an der Ostgrenze zu Polen. Vorwiegend preußisch motivierte und drastische Forderungen stellte der 1894 gegründete „Deutsche Ostmarkenverein“. Noch folgenreicher waren die 1931 gegründeten „Volksdeutschen Forschungsgemeinschaften“ (VFG). Alle waren zeitig durch Personen, die mindestens einem der Vereine als Mitglied angehörten, miteinander vernetzt, wobei Albert Brackmann von wichtigster Bedeutung war.

### „Drittes Reich“
Im „Dritten Reich“ war Volkstumspolitik zunächst Angelegenheit des Führerstellvertreters Rudolf Heß. Er sorgte noch 1933 mit einer vertraulichen Verfügung für die „Zusammenfassung der gesamten grenz- und auslandsdeutschen Arbeit“. 1935 erfolgte weitere organisatorische Zentralisierung mit der „Volksdeutschen Parteidienststelle“, bis die durch eigene Bestrebungen gleichgeschalteten Vereinigungen weitere Koordinierung in der 1936 gegründeten „Volksdeutschen Mittelstelle“ (VOMI) erfuhren. Eine führende Rolle spielte dabei der 1933 von Franz Lüdtke gegründete und später von Theodor Oberländer geführte „Bund Deutscher Osten“. Mit seiner Gründung erlosch die Selbstständigkeit vieler ostdeutscher Volkstumsvereinigungen, allen voran der „Deutsche Ostmarkenverein“.
Für Himmler eröffneten sich volkstumspolitische Dimensionen der von ihm anvisierten Siedlungspolitik Anfang 1939 mit dem Auftrag Hitlers, die deutsche Minderheit in Südtirol umzusiedeln. Dieser Auftrag wurde von ihm als Chance gesehen, die polizeilichen Befugnisse der SS zu ergänzen und ihre Aufgaben in den Bereich der „Lebensraumpolitik“ auszuweiten. Nachdem Himmler sich am 7. Oktober 1939 selbst aufgrund eines Geheimerlasses von Hitler zum „Reichskommissar für die Festigung deutschen Volkstums“ ernannt hatte, gliederte er 1941 die VOMI als Hauptamt in den Apparat der SS ein. Ihr oblag bereits die Rückführung und Neuansiedlung von in Osteuropa zersplittert lebenden deutschen Volksgruppen, die 1939–40 in der ersten „Heimführungs-Aktion der Volksdeutschen“ zu einer ersten großen Vertreibungswelle in den als „altem deutschen Volks- und Kulturboden im Osten“ bezeichneten Territorien Polens führte. Im Sinne der von Kossinna entwickelten Ethnoarchäologie hieß es in diesem Zusammenhang in einem von „G.M.“ gezeichneten Aufsatz unter der Überschrift Der Siedler im Osten ist kein ‚Kolonist‘: „Wer im Ostraum siedeln wird, der pflügt auf heiligem Boden!“

#### Eindeutschung
In den annektierten Gebieten und den für die spätere Eingliederung vorgesehenen CdZ-Gebieten wurde ein von den SS-Hauptämtern zentral geleitetes Eindeutschungsprogramm durchgeführt, mit dem Ziel der Zerstörung der nationalen Identität der Bevölkerung in diesen Gebieten. Im Wesentlichen bestand dieses Programm aus drei voneinander unabhängigen Komponenten: Die erste Maßnahme verlieh fremden Staatsbürgern dieser Gebiete die deutsche Staatsbürgerschaft, je nach Einstufung in die Deutsche Volksliste (DVL) mit gestaffelten Rechten. Wer trotz entsprechender rassenpolitischer Klassifizierung nicht freiwillig in die DVL eintrat, wurde mit KZ-Haft bedroht. Die zweite Maßnahme war das sogenannte Wiedereindeutschungsverfahren, das die Betroffenen zur Zwangsarbeit im Reich verpflichtete. Die dritte Maßnahme klassifizierte die „volksdeutschen“ Umsiedler in so genannte A-, O- und S-Fälle. A-Fälle durften nur im Altreich leben, O-Fälle waren für die neuen Siedlungsgebiete im Osten bestimmt, S-Fälle waren Sonderfälle. Diese Menschen sollten entweder ins Generalgouvernement abgeschoben werden oder in ihr Herkunftsland zurückkehren.
Eine wichtige Erziehungs- und Fürsorgerolle bei der Eindeutschung kam Frauen aus dem „Altreich“ und der „Ostmark“ (Österreich) zu. Ihre Aufgabe erstreckte sich auf spezifisch „weibliche“ Tätigkeitsbereiche, in denen die „volksdeutschen“ bzw. „deutschstämmigen“ Umsiedlerinnen leistungsfähige Mitglieder der nationalsozialistischen Volksgemeinschaft werden sollten, damit deutsche „Kultur“ ausgebaut oder neu angelegt wurde.

#### Generalplan Ost
Hauptartikel: Generalplan Ost
Ziel der Volkstumspolitik war, alle Gebietseroberungen bis zum Ural nach dem ins Auge gefassten „Endsieg“ in das „Großgermanische Reich deutscher Nation“ zu integrieren, und zwar nicht als Kolonien, sondern als Teile dieses Reichs. Himmler nannte dies „Programm Heinrich“. Für dessen Verwirklichung veranschlagte er einen Zeitraum von 20 Jahren, was seiner Lebensperspektive entsprach. Als für die zunächst erfolgende ‚Kolonisation‘ des Ostens wie keinen Zweiten geeignet sah Himmler Odilo Globocnik, seinen „Mann im Osten“, an. In der auf den Sieg erfolgenden „arbeitsreichsten Zeit unseres Lebens“, nämlich dem „Kampf um die Gewinnung des Friedens“, „müssen wir den Siedlungsraum des Ostens noch kultivieren und besiedeln und für die europäische Kultur erschließen“ (Rede Himmlers am 23. November 1942 in der SS-Junkerschule Bad Tölz.) Nach Himmlers Vorstellungen sollten einmal 400–500 Millionen „germanische“ Bewohner in ganz Europa einen endgültigen Schutzwall gegen „Asien“ und seine in der Nachfolge von Hunnen, Magyaren, Mongolen und Tataren fantasierten Völkersturmwellen von jenseits des Urals bilden. Um das Besiedlungsziel zu erreichen, sollten anstelle der „rassisch und politisch unerwünschten überflüssigen“ Bevölkerung siedlungswillige SS-Leute, „germanische“ Umsiedler aus ganz Europa, Übersee und „Eindeutschungsfähige“ aus den eroberten Ostgebieten angeworben werden. Einzelne „Fremdvölkische“ konnten so über die „Deutsche Volksliste“ bürokratisch erfasst werden und auf deutsche Einbürgerung hoffen, wenn sie nicht gleich mit dem „jüdischen Bolschewismus“ oder Russen als minderwertige Slawen identifiziert wurden und ihre Vernichtung befürchten mussten. So mussten schon im Krieg zwischen 1941 und 1945 27 Millionen Sowjetbürger sterben.

#### Anwachsen des jüdischen Bevölkerungsanteils im Machtbereich von „Großdeutschland“
Für die volkstumspolitischen Zielsetzungen hatte sich ab 1938 mit dem „Anschluss Österreichs“ an das Deutsche Reich und vor allem in den mit Kriegsbeginn in den deutschen Machtbereich fallenden osteuropäischen Gebieten ein Problem ergeben, dessen sich die NS-Führer nicht sofort bewusst waren: Während die Anzahl der jüdischen Deutschen, von denen 1925 550.000 in der Weimarer Republik lebten, durch Auswanderung seit 1933 beständig abgenommen hatte, hatten es die auf „Germanisierung“ und auf Eroberung von „Lebensraum im Osten“ versessenen Deutschen 1939 und 1941 neben der slawischen Einwohnerschaft auf einmal mit 3,2 Millionen polnischen und 2,7 Millionen sowjetischen Juden zu tun. Für die deutschen Machthaber lief das nach den massiven Tötungsaktionen der Einsatzgruppen der Sicherheitspolizei und des SD innerhalb des Kriegsgeschehens auf die „Endlösung der Judenfrage“ vor allem in den unter Globocniks Befehl stehenden Vernichtungslagern in der „Aktion Reinhardt“ als Teil des Holocaust hinaus.

#### Juristische Aufarbeitung der Volkstumspolitik des „Dritten Reiches“
Im Prozess Rasse- und Siedlungshauptamt der SS wurden 1947/48 Verantwortliche der Berliner Zentralstellen, der drei SS-Hauptämter, angeklagt und verurteilt. Die Moskauer Deklaration von 1943 hatte festgelegt, dass die Täter generell in den Ländern vor Gericht gestellt werden sollten, in denen sie ihre Taten begangen hatten. Infolgedessen wurde in Polen dem Reichsstatthalter und Gauleiter des Warthelandes, Arthur Greiser, und Danzig-Westpreußens, Albert Forster, der Prozess gemacht. In Frankreich wurde der Reichsstatthalter und Gauleiter des besetzten Elsass, Robert Wagner, verurteilt, in Jugoslawien der Gauleiter und Reichsstatthalter Kärntens und der besetzten Gebiete Kärntens und der Krain, Friedrich Rainer. Während vom amerikanischen Militärtribunal nur Freiheitsstrafen ausgesprochen wurden, verurteilten die Gerichte der besetzten Länder die Angeklagten zum Tode.
In Deutschland wird seit den 1990er Jahren geklärt, welche Wissenschaften und Wissenschaftler der NS-Volkstumspolitik willig zuarbeiteten. Der Gesamtetat der völkischen Wissenschaft belief sich seit 1938 auf insgesamt etwa 20 Mio. RM. Inzwischen zeigt sich, dass fast jeder Wissenschaftszweig bei unterstützenden Handreichungen für Himmlers „Reichskommissariat für die Festigung deutschen Volkstums“ als involviert angesehen werden kann. 
Zu nennen ist hier besonders Hans Joachim Beyer, SS-Hauptsturmführer und Professor für „Volkslehre, einschließlich Grenz- und Auslanddeutschtum“, der als Heydrichs Chefberater in Bevölkerungsfragen fungierte und der seine akademische Karriere nach dem Krieg ohne Hindernisse fortsetzen konnte. Beyer fungierte außerdem als Generalbevollmächtigter für den Aufbau der Reinhard-Heydrich-Stiftung. Namentlich hervorgehoben werden z. B. für Agrar-, Geschichts-, Bevölkerungswissenschaft, Volkskunde und Geographie folgende Persönlichkeiten aus dem etwa 1000 Personen umfassenden Umkreis der seit 1931 existierenden VFG:
Hermann Aubin, Max Hildebert Boehm, Albert Brackmann, Werner Conze, Erich Keyser, Konrad Meyer, Emil Meynen, Theodor Oberländer, Otto Reche, Theodor Schieder, Peter-Heinz Seraphim, Ernst Zipfel.